# Grand-Aigueblanche
Grand-Aigueblanche is een fusiegemeente (commune nouvelle) in het Franse departement Savoie (regio Auvergne-Rhône-Alpes). De plaats maakt deel uit van het arrondissement Albertville. Grand-Aigueblanche is op 1 januari 2019 ontstaan door de fusie van de gemeenten Aigueblanche, Le Bois en Saint-Oyen. De gemeente telde 3.794 inwoners op 1 januari 2022.

## Geografie
De oppervlakte van Grand-Aigueblanche bedroeg op 1 januari 2022 27,33 vierkante kilometer; de bevolkingsdichtheid was toen 138,8 inwoners per km².

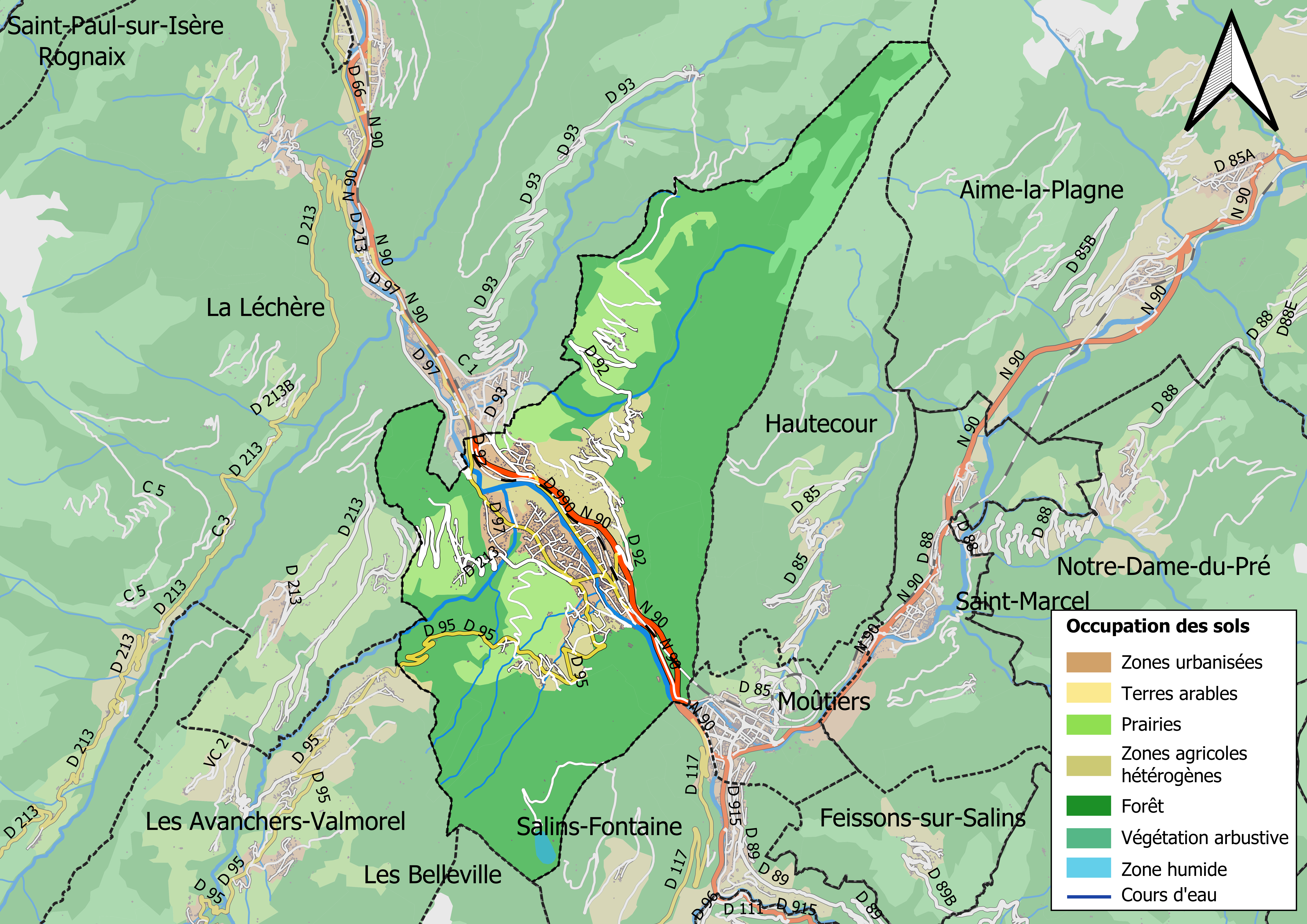
Kaart van de gemeente met de belangrijkste infrastructuur, bodemgebruik en omliggende gemeenten

## Demografie
Onderstaande figuur toont het verloop van het inwonertal (bron: INSEE-tellingen).
De gemeente telde in 2017 3850 inwoners.

## Afbeeldingen

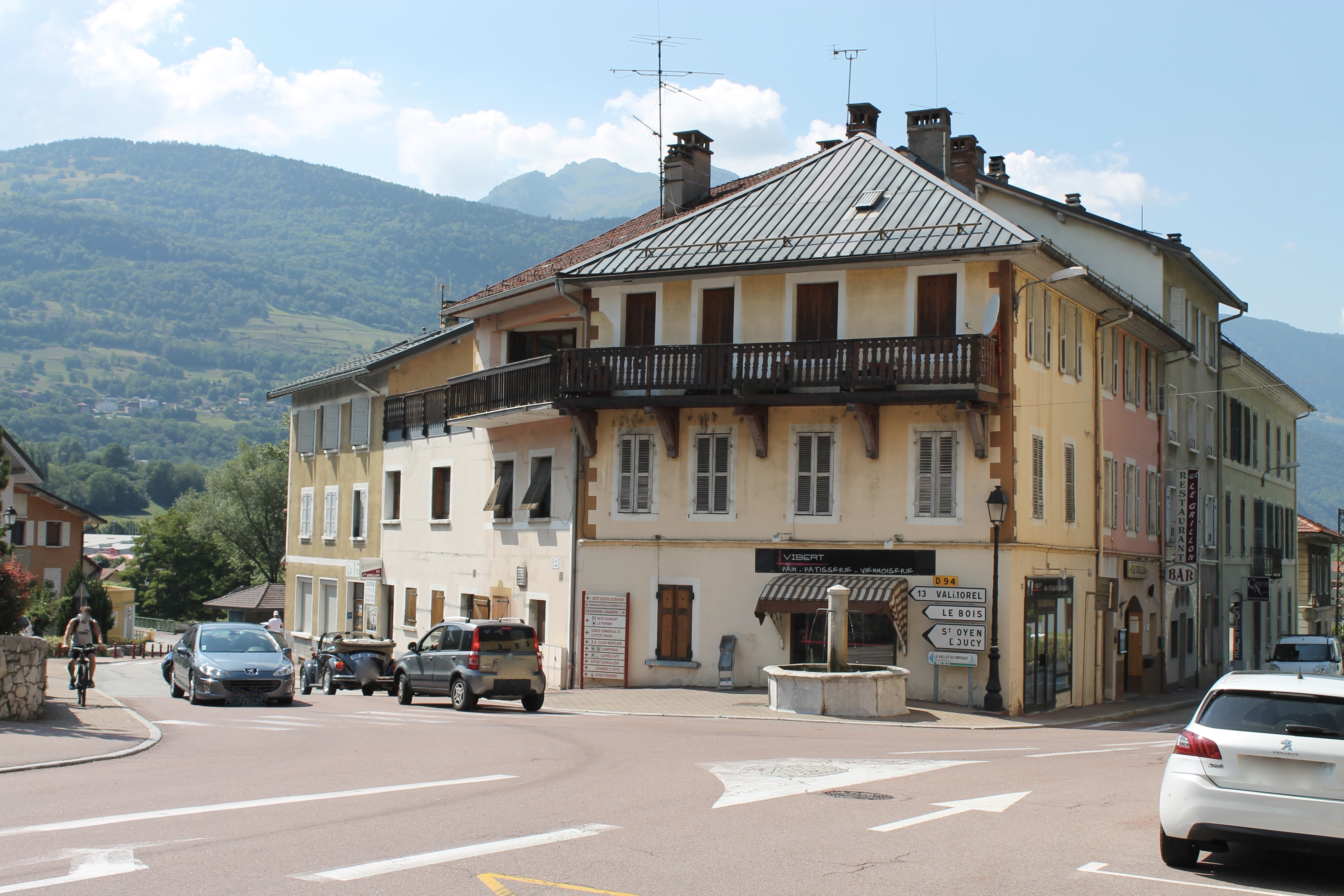
Aigueblanche, centrum
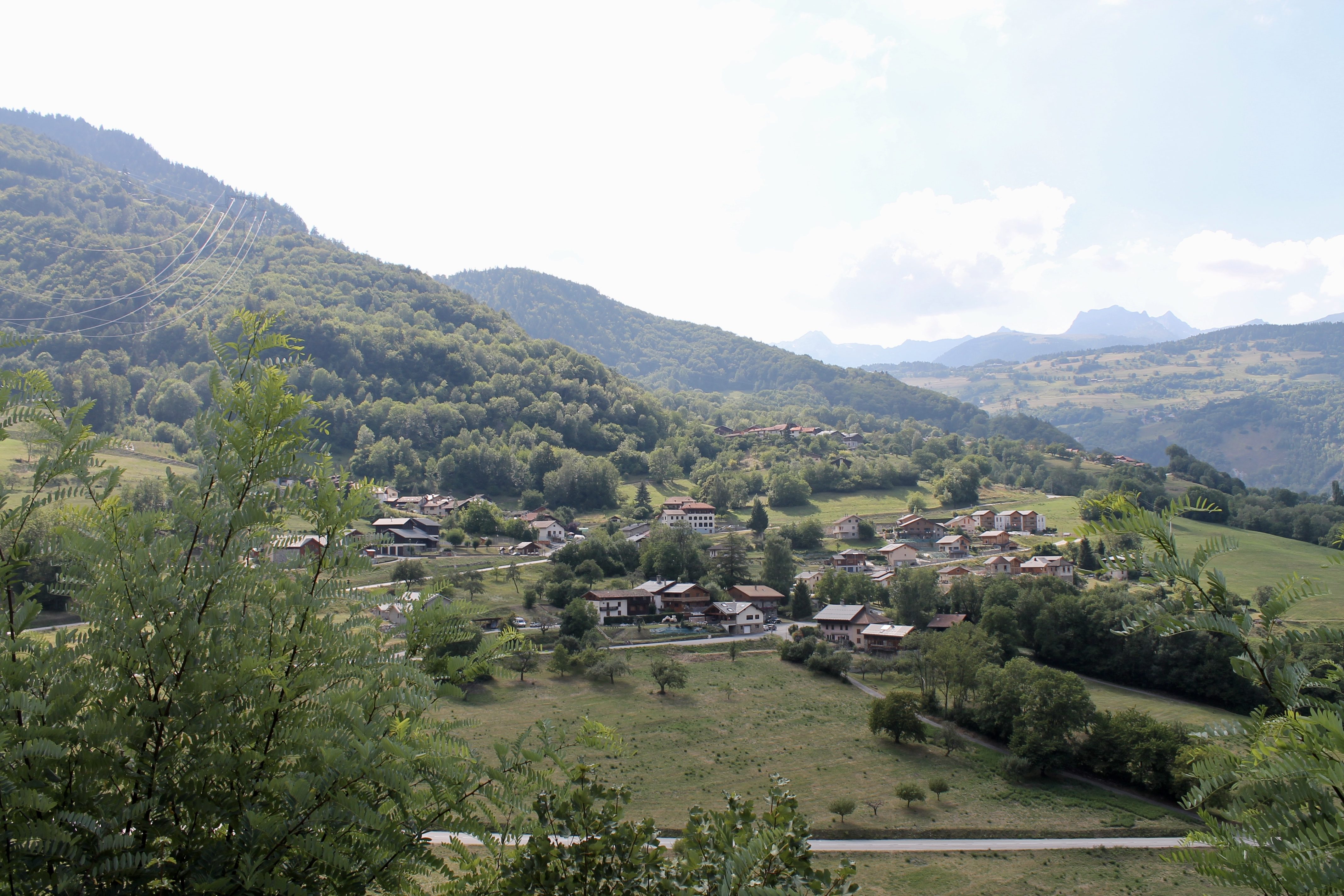
Gezicht op Le Bois